# Tales of Us
Tales of Us – szósty album studyjny brytyjskiego duetu Goldfrapp, wydany we wrześniu 2013 przez Mute Records.
Materiał na płytę powstawał w Bath i Londynie, i był zwrotem ku spokojniejszym brzmieniom. Tales of Us promowały single „Drew”, „Annabel” i „Thea”, a także trasa koncertowa oraz film muzyczny pod tym samym tytułem. Album otrzymał przeważnie pozytywne recenzje i był sporym sukcesem na listach sprzedaży.

## Lista utworów
Wszystkie utwory napisane i skomponowane przez Alison Goldfrapp i Willa Gregory’ego.
| 1.  | „Jo”       | 4:38  |
|     |            |       |
| 2.  | „Annabel”  | 4:01  |
|     |            |       |
| 3.  | „Drew”     | 4:46  |
|     |            |       |
| 4.  | „Ulla”     | 3:49  |
|     |            |       |
| 5.  | „Alvar”    | 5:37  |
|     |            |       |
| 6.  | „Thea”     | 4:50  |
|     |            |       |
| 7.  | „Simone”   | 4:18  |
|     |            |       |
| 8.  | „Stranger” | 4:12  |
|     |            |       |
| 9.  | „Laurel”   | 4:10  |
|     |            |       |
| 10. | „Clay”     | 4:20  |
|     |            |       |
|     |            | 44:41 |
|     |            |       |

## Notowania
| Kraj i lista                      | Pozycja |
| --------------------------------- | ------- |
| Australia (ARIA)                  | 15      |
| Austria (Ö3 Austria Top 40)       | 24      |
| Francja (SNEP)                    | 33      |
| Hiszpania (Promusicae)            | 47      |
| Holandia (MegaCharts)             | 16      |
| Irlandia (IRMA)                   | 15      |
| Niemcy (Media Control)            | 9       |
| Norwegia (VG-lista)               | 19      |
| Portugalia (AFP)                  | 14      |
| Stany Zjednoczone (Billboard 200) | 75      |
| Szwajcaria (Alben Top 100)        | 8       |
| Wielka Brytania (UK Albums Chart) | 4       |
| Włochy (FIMI)                     | 38      |

## Certyfikaty
| Kraj                  | Certyfikat    |
| --------------------- | ------------- |
| Wielka Brytania (BPI) | srebrna płyta |